# Couture, Charente
Couture là một xã thuộc tỉnh Charente trong vùng Nouvelle-Aquitaine tây nam nướctạo thành ranh giới phía tây xã Pháp. Xã nay có độ cao trung bình 100 mét trên mực nước biển. 

## Dân số
| Năm | 1962 | 1968 | 1975 | 1982 | 1990 | 1999 |
| --- | ---- | ---- | ---- | ---- | ---- | ---- |
| Dân số | 235  | 252  | 210  | 206  | 177  | 158  |
| From the year 1962 on: No double counting—residents of multiple communes (e.g. students and military personnel) are counted only once. |      |      |      |      |      |      |